# Merv
Merv (in persiano مرو‎, Merv, in arabo Marw; in cinese 木鹿, Mulu) fu una capitale (capitale orientale dal 1118 al 1153) della satrapia achemenide di Margiana all'interno dell'Impero achemenide, in seguito Alessandria e Antiochia in Margiana (greco Ἀντιόχεια ἡ ἐν τῇ Μαργιανῇ), situata nell'attuale Turkmenistan.
Fu una delle principali città-oasi dell'Asia centrale, sulla storica Via della seta, nei pressi dell'attuale Mary. Sono sorte molte città su questo sito, il che l'ha reso un ricco punto di scambio culturale e politico, nonché luogo d'immenso valore strategico. Si suppone che Merv sia stata per breve tempo la città più grande del mondo durante il XII secolo. Nel 1999 l'UNESCO ha inserito Merv tra i Patrimoni dell'umanità.

## Storia
Merv ha origine in età preistorica: indagini archeologiche hanno rilevato tracce risalenti al terzo millennio a.C.  una poderosa crescita nel II millennio a. C.
Secondo alcuni studiosi sarebbe all'origine del culto indù di Monte Meru, che per l'induismo rappresenta il centro del mondo. Più probabilmente il Monte Meru sarebbe il Monte Kailash in Tibet.
Nell'età del Bronzo conobbe un'enorme crescita demografica, che comportò un ordinato riassetto urbanistico, con lo scavo di una vasta rete di canali, orientati ordinatamente lungo l'asse nord-sud, alimentati dalle acque del delta del fiume Murghab (lett. "Acqua di Merv").
Con il nome di Mouru, Merv viene citata con Bakhdi (Balkh) nella geografia dello Zend-Avesta (cronaca dell'Avestā). Sotto la dinastia achemenide, Merv è indicata come luogo famoso: con il nome di Margu appartiene a una delle satrapie citate nelle iscrizioni di Behistun (circa 515 a.C.) dello scià persiano Dario I di Persia, durante il cui governo la ribellione nel 522-521 a.C. di Frâda comportò la morte di un numero altissimo di persone e il letterale spopolamento della città-oasi.
La vecchia città sembra sia stata ricostruita da Ciro II di Persia (559 - 530 a.C.), ma poco si può dire di preciso in merito, dal momento che i livelli achemenidi furono coperti da successivi strati aggiunti al sito.
La visita di Alessandro Magno a Merv è leggendaria, infatti la città prese (come tante altre città fondate e ampliate dal re macedone) il nome di Alessandria per breve tempo. Dopo la morte di Alessandro, Merv divenne la capitale della provincia di Margiana degli Stati dei seleucidi, dei Parti e dei Sasanidi. Divenne "Antiochia Margiana" su decisione del re seleucide Antioco I, il quale la ricostruì ed espanse fino al luogo conosciuto ad oggi come Gyaur Kala.
Dopo che il sasanide Ardashir I (circa 220-240) conquistò Merv, la numismatica ne delinea la storia: una lunga dinastia sasanide governò per quattro secoli, e questo è dimostrato da un'ininterrotta serie di monete coniate a Merv. In questo periodo Merv divenne la casa di vari culti religiosi accanto allo Zoroastrismo sasanide, compresi il Buddhismo, il Manicheismo e il Cristianesimo nestoriano. Nel V secolo d.C. Merv fu sede di un'arcidiocesi della Chiesa d'Oriente.

### L'influenza araba
Il governo sasanide terminò quando l'ultimo re, Yazdegerd III (632-651), fu assassinato non distante dalla città, e l'esercito sasanide si arrese a quello arabo musulmano. La città fu occupata dai luogotenenti del terzo califfo Othmàn ibn Affàn e divenne la capitale della provincia omayyade del Khorasan.
Utilizzando questo luogo come base, gli Arabi musulmani, guidati da Qutayba ibn Muslim, assoggettarono una larga parte dell'Asia centrale, incluse Balkh, Bukhara, Fergana e Kashgar, penetrando in Cina fino alla provincia di Gansu nei primi anni dell'ottavo secolo. Merv, e tutto il Khorasan in generale, divenne una delle prime zone del mondo a diventare in prevalenza islamica, grazie all'attivo proselitismo degli immigrati arabi, lì esiliati fin dall'epoca del governatore omayyade Ziyad ibn Mu'awiya, a causa delle loro simpatie alidi.
Merv ricevette una rinnovata attenzione nel febbraio del 748, quando il generale arabo o iranico Abu Muslim (m. 754) vi proclamò la nascita della nuova dinastia abbaside e l'avvio della cosiddetta "Rivoluzione abbaside", espandendo e rifondando la città e, in nome dei nuovi califfi, prescelse la città come sede degli insorti che avrebbero impugnato vittoriosamente le armi contro il califfato degli Omayyadi.
Dopo che gli Abbasidi ebbero rovesciato gli Omayyadi e fondato con al-Mansur Baghdad, Abū Muslim continuò a regnare su Merv in modo semi-indipendente, fino al suo assassinio da parte dello stesso Califfo che aveva tanto efficientemente servito. Merv fu il centro della causa abbaside per tutta la durata della "Rivoluzione" della "Dinastia benedetta", e in seguito divenne fonte di sostegno politico per i regnanti di Baghdad.
Il governo del Khorasan a Merv fu considerato come uno dei principali puntelli dell'edificio califfale abbaside. All'influente famiglia iranica dei Barmecidi, ad esempio, fu assegnata Merv ed essa svolse un ruolo importante nel trasferimento della cultura greca (stabilitasi a Merv fin dai primi giorni del conflitto tra seleucidi e greco-bactriani) all'interno del mondo arabo-islamico.
Durante tutta l'era abbaside Merv restò la capitale e la città di maggior rilievo dell'intero Khorasan. In questo periodo lo storico arabo al-Muqaddasi la definì "deliziosa, gradevole, elegante, brillante, notevole e piacevole". La sua architettura fornì lo spunto per la ricostruzione abbaside di Baghdad. La città divenne famosa per essere la sede degli immigrati provenienti fin dal VII secolo dai territori arabi iracheni, al pari della Sogdiana e di altri luoghi dell'Asia centrale. 
L'importanza di Merv agli occhi degli Abbasidi si accrebbe nel periodo che va dall'813 all'818, quando essa divenne residenza temporanea di al-Maʾmūn, in lotta contro il fratello al-Amin. Merv fu anche il centro del movimento eretico del IX secolo guidato da al-Muqanna, il Profeta Velato, che raggruppò molti seguaci dichiarandosi incarnazione di Dio ed erede di 'Ali ibn Abi Talib e Abū Muslim; la Khurramiyya, cui egli dette vita e che sopravvisse fino al XII secolo.
In questo periodo Merv, al pari di Samarcanda e Bukhara, divenne una delle grandi città della cultura musulmana; il famoso storico Yāqūt al-Rūmī ricevette la sua istruzione nelle sue fiorenti biblioteche. Furono sviluppate numerose scuole in vari campi del sapere, a partire dalla Legge islamica e dallo studio degli ḥadīth, fino alla storia e alla letteratura. Molti personaggi di spicco della cultura provennero da questa città e l'ampio uso della nisba al-Marwazi in arabo المروزي‎?, cioè "di Merv/Marw", lo attesta: primo tra tutti il giurista e teologo Ahmad ibn Hanbal.
Con l'indebolimento del califfato, il governo arabo fu sostituito nell'821 da quello del generale persiano filo-abbaside Ṭāhir b. al-Ḥusayn e dalla dinastia Tahiride. I Tahiridi saranno a loro volta sostituiti dai Samanidi e, più tardi, dalla dinastia turca dei Ghaznavidi.

### Il controllo turco e mongolo
Nel 1037 i Selgiuchidi, un clan di Turchi Oghuz, si spostarono dalle steppe orientali del lago d'Aral prendendo pacificamente possesso di Merv sotto la guida di Toghrul Beg: il sultano ghaznavide Masʿūd I era fortemente osteggiato dai cittadini. Il fratello di Toghrul, Chaghri, vi si stabilì mentre il dominio selgiuchide cresceva finendo con l'includere il resto del Khorasan e dell'Iran, e facendola diventare in seguito la città preferita dai capi selgiuchidi. Sia Alp Arslan sia il suo discendente Ahmed Sanjar furono sepolti in città.
È in questo periodo che Merv raggiunge la maggiore espansione; i geografi arabi e persiani la chiamano "madre del mondo", "punto d'incontro del grande e del piccolo", "capoluogo del Khorasan" e capitale del mondo iraniano orientale. Le fonti scritte parlano di una grande Madrasa fondata dal visir selgiuchide Nizam al-Mulk, e di altre istituzioni culturali. Si dice anche che Merv ebbe un mercato che era "il migliore tra quelli delle principali città iraniane e del Khorasan".
Il regno di Sanjar, segnato dal conflitto con i Kara Khitay e il Corasmia, terminò nel 1153 quando i nomadi turchi Ghuzz provenienti dalle terre oltre l'Amu Darya (lo Iassarte) saccheggiarono la città. In seguito Merv passò di mano tra i Corasmi di Khiva, i Ghuzz e i Ghuridi, e iniziò a perdere importanza rispetto ad altre città, prima fra tutte Nishapur.
Nel 1221 aprì le porte a Tolui, figlio di Gengis Khan e Khan dei Mongoli, che nell'occasione trucidò la maggior parte della popolazione. Lo storico persiano Joveyni, vissuto una generazione dopo il massacro, scrisse: "I Mongoli ordinarono che, a parte quattrocento artigiani... , l'intera popolazione, inclusi donne e bambini, dovesse essere uccisa, e nessuno, né donne né uomini, dovesse essere risparmiato. Ad ognuno [i.e. i guerrieri mongoli] sarà assegnata l'esecuzione di trecento o quattrocento persiani. Ne vennero uccisi così tanti che al crepuscolo le montagne sembravano colline, e le pianure erano inzuppate di sangue". Secondo alcuni storici oltre un milione di persone morì a causa dell'invasione mongola, comprese centinaia di migliaia di rifugiati provenienti da altri luoghi.
Gli scavi hanno mostrato una drastica riedificazione delle fortificazioni in seguito alla distruzione, ma la città iniziò a decadere. Nella prima metà del quattordicesimo secolo la città venne utilizzata come sede dell'arcivescovado del Cristianesimo orientale. Alla morte del nipote di Gengis Khan, Merv venne inclusa (1380) tra le proprietà di Tamerlano, principe turco-persiano di Samarcanda ed eponimo della dinastia dei Timuridi.

### Dal periodo persiano all'occupazione russa
Nel 1505 la città fu occupata dagli Uzbeki, che cinque anni dopo vennero espulsi per mano di Shah Ismail I, fondatore della dinastia Safavide di Persia. Fu in questo periodo che fu restaurata l'antica grande diga, edificata già in epoca partica (la Sultan Band) sul fiume Morghab, e l'insediamento crebbe nell'area irrigata, che prese il nome di Bairam Ali, nome con cui è chiamata in alcuni testi del XIX secolo.
Merv rimase in mani persiane fino al 1787 quando fu conquistata dall'emiro di Bukhara, Shāh Murād Beg. Fu allora, che questi decise di far radere immediatamente al suolo la città, distruggere i sistemi di canalizzazione dell'area trasformando così una regione di antica bellezza in una landa desolata. L'intera popolazione dei territori circostanti, circa 100 000 persone, venne deportata in vari momenti nell'oasi di Bukhara. Dal momento che essa professava la variante sciita della fede islamica, non ebbe difficoltà a resistere alle pressioni sunnite dei dominatori. I loro discendenti sono sopravvissuti fino ad oggi e chiamati "Īrānī/Iranici" nel censimento sovietico degli anni ottanta. Essi sono presenti anche nelle città di Samarcanda, Bukhara e nell'area compresa tra i fiumi Amu Darya e Syr Darya.
Quando Sir Alexander Burnes attraversò la regione nel 1832, i Khivani erano i governanti di Merv. All'incirca in questo periodo i turcomanni Tekke, che vivevano sull'Hari Rud, furono obbligati dai persiani a migrare verso nord. I Khivani tentarono di bloccarne l'avanzata ma, intorno al 1856, le Tekke (centri di studio e pratica sufi) presero il potere, e lo mantennero fino all'occupazione dell'Impero russo del 1883.

## I resti
Gli scavi russi del vecchio sito iniziarono nel 1890. Dal 1992 al 2000 un gruppo di archeologi turkmeni e britannici fece numerose scoperte. Nel 2001 venne avviata una collaborazione tra l'Institute of Archaeology, l'University College London e le autorità turkmene. Il Progetto Antica Merv" si pone come obbiettivo la conservazione del complesso e la sua gestione, oltre all'esecuzione di nuove ricerche e alla comunicazione al pubblico dei relativi risultati.

### Localizzazione delle rovine
Merv è composta da diverse città murate vicine, ognuna delle quali costruita e abitata da genti di epoche diverse e poi abbandonata e mai ricostruita sulla medesima area. Quattro città murate diverse segnano i quattro periodi in cui Merv fu "il centro del mondo": la più piccola, la vecchia Merv, Erk Kala, corrisponde al regno achemenide; Gyaur Kala, che circonda Erk Kala, comprende le metropoli ellenica e sasanide e venne usata come sobborgo industriale di Sultan Kala, città abbaside/selgiuchide (ed è la più estesa). La più piccola città timuride venne eretta poco a sud e attualmente viene chiamata Abdullah Khan Kala. Vari altri edifici sono sparsi nel territorio delimitato da queste città; tutti i materiali recuperati dai siti sono custoditi dal "Parco Archeologico Antica Merv" subito a nord del villaggio di Bayram Ali, e trenta chilometri ad ovest di Mary, città costruita dai russi..

### Gyaur Kala
La fondazione di Gyaur Kala avvenne in età ellenistica sotto il regno del seleucide Antioco I. Fu abitata da molti regnanti ellenici, dai parti, e in seguito dai Sasanidi che la fecero diventare capitale di una satrapia. Gyaur Kala fu la capitale della provincia omayyade del Khorasan e crebbe in importanza mentre il Khorasan diventava il centro del mondo musulmano nei primi due secoli di vita dell'Islam.
Le rovine più appariscenti di Gyaur Kala sono le installazioni difensive. Tre mura, costruiti uno sopra l'altro, sono ancora ben visibili. Un muro seleucide, gradinato all'interno e verticale all'esterno, funga da piattaforma per il secondo, più grande, costruito con mattoni di fango e, anch'esso, gradinato all'interno. La forma di questo muro ricorda le fortezze ellenistica trovate in Anatolia, nonostante rimanga unico grazie al fatto di essere costruito con mattoni di fango invece che con pietre. Il terzo muro si presume essere sasanide ed è costruito con grandi mattoni. Intorno alle mura furono trovate grandi varietà di porcellane, eredità soprattutto dei Parti. La dimensione di queste fortificazioni è un buon metro per giudicare l'importanza di Merv nell'era pre-islamica; non esistono fortificazioni pre-islamiche di tale dimensione in tutto il Karakum. Gyaur Kala è importante anche per la grande quantità di monete che nascondeva; venne trovata un'incredibile serie di monete sasanidi, il che mostra una straordinaria stabilità politica se viene riferita a quel periodo.
Anche dopo la fondazione di Sultan Kala, avvenuta per mano della dinastia abbaside, Gyaur Kala continuò a vivere come sobborgo del nuova città. A Gyaur Kala sono concentrati molti edifici industriali dell'era abbaside: forni per la lavorazione di ceramica, acciaio, ferro, rame ed altri materiali. Sembra che Gyaur Kala sia stato il quartiere degli artigiani per tutta l'era abbaside e nel periodo pre-selgiuchide.

### Sultan Kala
Sultan Kala è senza dubbio la più grande tra le città di Merv. Le fonti scritte stabiliscono che fu Abu Muslim, leader della ribellione abbaside, a simboleggiare la nascita del nuovo califfato con la costruzione di strutture monumentali ad ovest delle mura di Gyaur Kala, nell'area che diverrà Sultan Kala. La zona venne rapidamente murata e divenne il cuore della Merv medievale; i secoli di prosperità che seguirono sono dimostrati dalla gran quantità di köshk abbasidi scoperti all'interno e all'esterno di Sultan Kala. I Köshk erano edifici unici nell'Asia centrale di quel periodo. Una specie di palazzi a due piani semi-fortificati dalle mura ondulate, e venivano abitati dall'élite del tempo. Si suppone che all'inizio venissero usati come magazzino, ma che in futuro divennero residenze. I tetti erano contornati da parapetti, comuni nei quartieri residenziali. Il più grande köshk abbaside di Merv, che è anche uno dei meglio conservati, è il Grande Kyz Kala, situato poco fuori dalle mura occidentali di Sultan Kala; Questa struttura era composta da 17 stanze che circondavano una corte interna. Il vicino Piccolo Kyz Kala ha mura estremamente spesse, con increspature profonde, e scale interne che conducevano agli appartamenti del secondo piano. Tutti i köshk sono in precario stato di conservazione.
Le più importanti costruzioni di Sultan Kala, tra quelle che sono sopravvissute, sono gli edifici selgiuchidi. Nell'undicesimo secolo i nomadi turchi Oghuz, ex vassalli dello Scià di Corasmia (Khwārezm-Shāh) nelle steppe settentrionali, iniziarono a muoversi verso sud sotto la guida del clan selgiuchide e del suo re Tugril Beg. Tugril conquistò Merv nel 1037 ridando linfa alla città; con i suoi discendenti, soprattutto con Sanjar, che vi prese la residenza, Merv si ritrovò al centro di un grande impero multiculturale.
Le prove di questa prosperità si trovano in tutta Sultan Kala. Molte di queste sono concentrate nella cittadella, Shahryar Ark, sul lato orientale. Al centro di Shahryar Ark si trova il palazzo selgiuchide, costruito probabilmente da Sanjar. Le mura di mattoni di fango sopravvissute mostrano che il palazzo, relativamente piccolo, era composto da piccole stanze al pianterreno che circondavano una corte interna a cui si accedeva per mezzo di quattro iwan, uno per lato (Ettinghausen 276). Le depressioni trovate nei pressi sembrerebbero dimostrare l'esistenza di un lago artificiale; giardini simili vennero trovati in altri palazzi dell'Asia centrale. Sfortunatamente tutti gli ornamenti interni ed esterni sono stati persi in seguito all'erosione o ai furti.
Un'altra famosa struttura selgiuchide all'interno dello Shahryar Ark è il kepter khāna, o "piccionaia". Questo edificio misterioso, tra i meglio conservati dell'oasi di Merv, comprendeva una stanza quasi priva di finestre e molti scaffali lungo i muri. Alcune fonti suppongono che il kepter khana (presente anche in altre città asiatiche) fosse un luogo di allevamento dei piccioni, al fine di raccoglierne il guano usato per concimare le famose coltivazioni di meloni di Merv. Altre fonti credono che si tratti di biblioteche o depositi di tesori, e questo sarebbe dimostrato dalla loro ubicazione nei pressi di altri edifici importanti.
La struttura meglio conservata di tutta Merv è il duecentesco mausoleo del sultano Sanjar, anch'esso a Sultan Kala. È il più grande dei mausolei selgiuchidi e il primo di tipo moschea-mausoleo, un abbinamento che diventerà comune in seguito. È quadrato, di 27 metri per lato, con due entrate sui lati opposti; una grande cupola centrale è sostenuta da un sistema ottagonale, e gli archi coprono gli interni. L'esterno della cupola era colorato di azzurro e la sua altezza era imponente; si dice che le carovane in arrivo potessero vedere il mausoleo ad un giorno di marcia dalla città. Le decorazioni, in puro stile selgiuchide, sono tradizionali, con lavori di stucco all'interno e decorazioni geometriche di mattoni, ora perse quasi completamente, all'esterno. Ad eccezione dei decori esterni, il mausoleo è intatto per la maggior parte e restano, fin dal XII secolo, una delle principali attrazioni turistiche di Merv.
Un ultimo gruppo di rovine selgiuchidi è composto dalle mura di Sultan Kala. Queste fortificazioni, molte delle quali sono rimaste, iniziano come mura di mattoni di fango alte 8 o 9 metri, all'interno delle quali erano situate stanze dalle quali i soldati potevano scoccare le frecce. Ci sono torri a ferro di cavallo alte da 15 a 35 metri. Queste mura, comunque, non si dimostrarono efficaci a causa dello scarso spessore che le rendeva fragili ai colpi delle catapulte e dell'altra artiglieria. Dalla metà del XII secolo le gallerie vennero riempite e le mura rafforzate. Un secondo muro, più piccolo, venne costruito di fronte a quello principale, e infine i sobborghi cittadini, conosciuti adesso come Iskender Kala, vennero cintati con mura spesse alte 5 metri. I tre muri si rivelarono sufficienti per respingere almeno la prima offensiva dei mongoli, prima che la città cadesse nel 1221.
Sono state recuperate molte ceramiche risalenti all'era abbaside e selgiuchide, principalmente da Gyaur Kala, dalle mura di Sultan Kala, e dallo Shahryar Ark. Le ceramiche di Gyaur Kala furono all'inizio abbaside, ed erano bocce colorate di rosso con disegni geometrici. Le ceramiche recuperate dalle mura di Sultan Kala sono perlopiù gialle e verdi, e risalgono all'XI-XII secolo. Sono molto simili per stile a quelle di Nishapur. Bocce azzurre e nere vennero scoperte nel palazzo di Shahryar Ark, insieme ad un interessante deposito di materiale in stile mongolo probabilmente risalente alla fallimentare rifondazione avvenuta sotto gli Īl-Khān. Della stessa era sembrerebbe essere una maschera in ceramica usata per la decorazione delle mura, e ritrovata tra le rovine di quello che si crede essere un tempio buddista costruito dai Mongoli nei sobborghi meridionali di Sultan Kala.

## Geografia

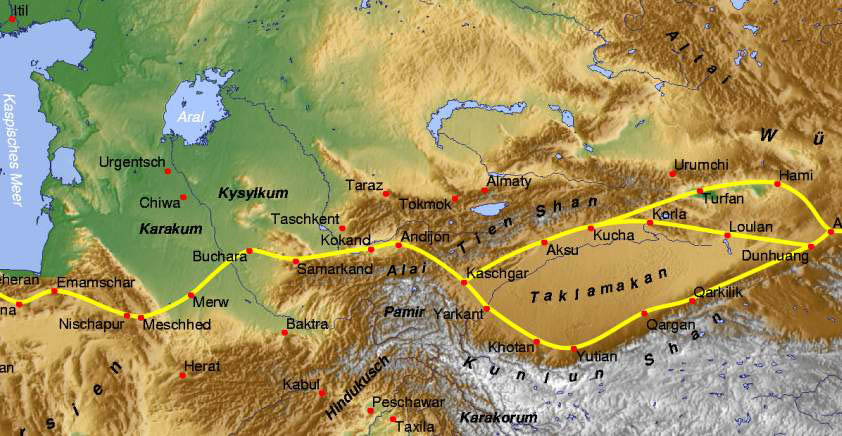
La posizione geografica di Merv sulla via della seta

Merv è situata in un'oasi vicino al delta del Morghab, che nasce sull'Hindu Kush per poi attraversare il deserto del Karakum. La regione del delta del Murgab, conosciuta dai greci come Margiana, fornì a Merv due vantaggi: per prima cosa forniva una semplice rotta sudest-nordovest che partiva dalle terre afghane ed attraversava il Karakum, la valle dell'Amu Darya e Corasmia. Il secondo vantaggio fu che il delta era una regione irrigua situata al centro del deserto, ed era un punto di sosta naturale per i viaggiatori che dall'Iran tentavano di raggiungere la Transoxiana, viaggiando sulla via della seta. Il delta, e quindi Merv, erano sulla congiunzione di queste due famose vie: quella sulla rotta nordovest-sudest verso Herat e Balkh (fino all'Indo ed oltre) e quella sulla sudovest-nordest da Tus e Nishapur fino a Bukhara e Samarcanda.
Le coordinate esatte dell'oasi sono 37°30'N e 62°E, circa 370 chilometri a nord di Herat, e 450 chilometri a sud di Khiva. La sua area copre un territorio di circa 4900 Km². La grande catena montuosa che, con i nomi di Paropamisade e Hindu Kush, si estende dal Mar Caspio al Pamir, si interrompe a circa 300 chilometri a sud di Merv. Attraverso questa spaccatura passano i fiumi Hari-Rud (Tejend) e Morghab, fino a perdersi nel deserto di Karakum. In questo modo i fiumi rendono Merv una specie di torre d'osservazione per l'ingresso in Afghanistan da nordovest e, allo stesso tempo, creano una tappa tra il nordest della Persia e gli stati di Bukhara e Samarcanda.

## Demografia
Gli odierni abitanti dell'oasi sono turkmeni discendenti della tribù Tekke.

## Economia
L'oasi è irrigata da un complicato sistema di canali ricavati dal Murgab. La provincia è da sempre rinomata in oriente a causa della sua fertilità. Vengono coltivati cereali e frutta in abbondanza, ad esempio frumento, miglio, orzo e meloni, ma anche riso e cotone. I semi di cotone trovati dagli archeologi e risalenti al quinto secolo sono la prima indicazione che l'industria tessile era una fonte economica primaria dei sasanidi. Venivano coltivati i bachi da seta. I turkmeni avevano un famoso maneggio per cavalli, cammelli, pecore, asini e muli. Avevano anche ottimi artigiani dell'argento ed altrettanto bravi artigiani che preparavano armature. Una delle scoperte del scavi del 1990 fu un'officina del nono-decimo secolo in cui operavano i fabbri, cosa confermata dalle fonti islamiche dell'epoca. I tappeti della regione di Merv venivano considerati superiori a quelli persiani. Producevano anche vestiti in feltro e lana.

## Clima
Merv è calda e secca d'estate, e fredda d'inverno. Il caldo dell'estate è oppressivo. Il vento solleva nuvole di polvere sottile che riempie l'aria, rendendola opaca, ed oscurando parzialmente il sole. Queste nuvole rendono a volte difficoltoso il respiro. In inverno il clima è piacevole. La neve cade raramente e, quando lo fa, si scioglie in un giorno. Le precipitazioni annuali raramente superano i 12,5 centimetri, e spesso non si vede la pioggia tra giugno e ottobre. Mentre in estate le temperature possono raggiungere i 45 °C., in inverno possono raggiungere i -7 °C. La media annuale si aggira sui 16 °C.

## Agricoltura
In questo luogo ci fu una struttura imperiale russa ampia 436 m², irrigata artificialmente, i cui lavori terminarono nel 1895. Fu una ristrutturazione della vecchia diga e della rete di irrigazione creata da Bairam Ali. Nel XIX secolo alcuni giornalisti britannici ed osservatori della politica russa, in particolare Charles Marvin, sostennero che le proprietà dei Romanov fossero utilizzate come granaio dall'esercito russo che tentava di invadere l'India britannica. Venne assorbito dalla maggiore opera di irrigazione fatta dai sovietici, il canale del Karakum del 1960.

## Città sorelle
Queste città furono le principali del Grande Khorasan:
- Balkh, Afghanistan
- Nīshāpūr, Iran
- Bukhara, Uzbekistan
- Samarcanda, Uzbekistan